# Marcus Porcius Latro

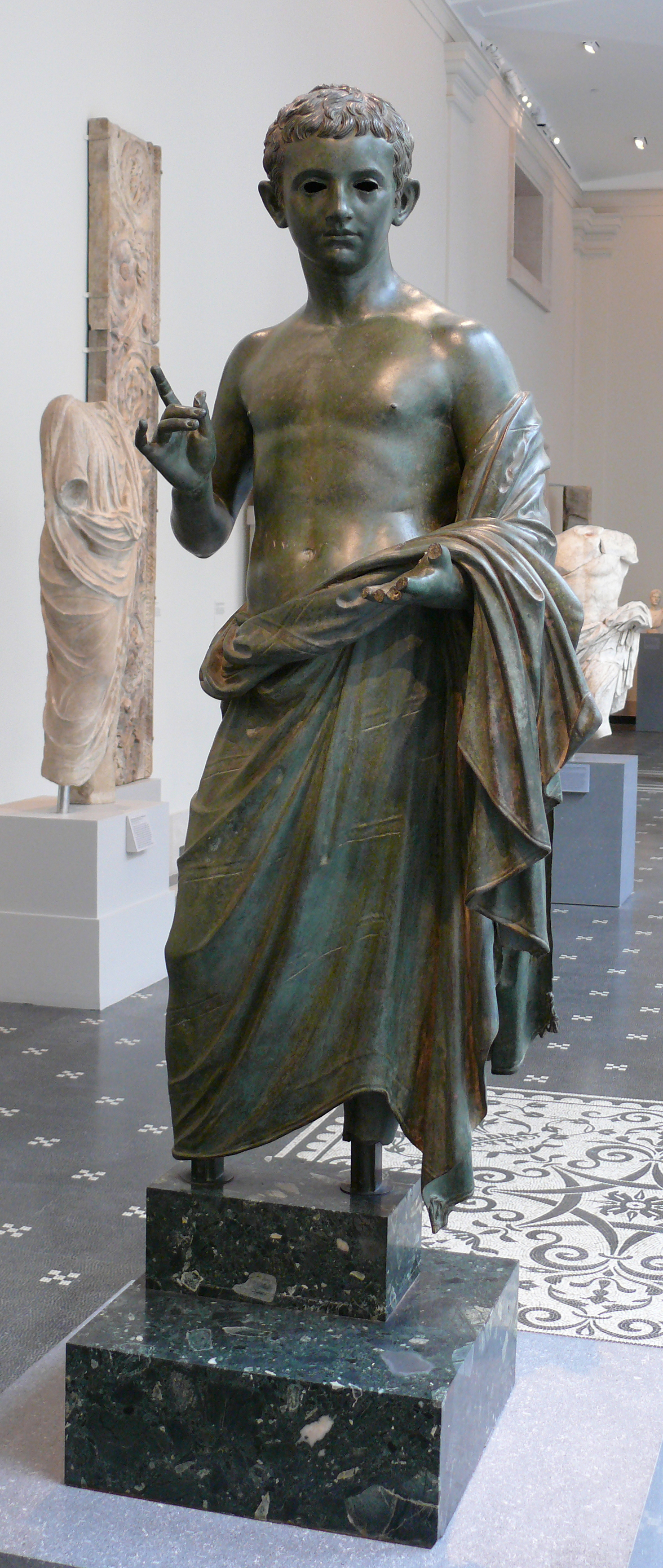
Bronzestatue eines römischer Adulescens, 16–20 Jahre alt, beim Redevortrag, um Christi Geburt; New York, Metropolitan Museum

Marcus Porcius Latro (* circa 54 v. Chr.; † 4 v. Chr.) war in Rom ein populärer Lehrer der Beredsamkeit und Übungsredner mit einer eigenen Rhetorikschule. Berühmte Schüler waren Abronius Silo und Ovid. 17 v. Chr. deklamierte er vor Augustus und Agrippa. Seine Arbeitsweise zeigte einige Besonderheiten, sein Einfluss blieb begrenzt. Wichtige Quelle mit zahlreichen Proben seiner Redekunst ist Seneca der Ältere.

## Zeitliche Einordnung
Seneca war Zeitgenosse, Landsmann und Jugendfreund. Arellius Fuscus (* vor 54 v. Chr.) war sein Gegenpart und Mitdiskutant.
Zum Geburtsjahr. Er war etwa so alt wie Seneca (* 54 v. Chr.), denn dieser erinnert sich an die gemeinsame Kinder- und Schulzeit: 13 Sehr oft drängt es mich, die Erinnerung … an Latro hervorzuholen und ich möchte (dann) die (unsere) vertraute Freundschaft, die von frühester Kindheit durchgehend bis zum letzten Tag seines Lebens anhielt, ... wiederaufleben lassen ... 22 als wir zusammen Schüler waren bei dem Redelehrer Marullum. Ovid (* 43 v. Chr.) war sein Schüler, was mit dem oben anvisierten Geburtsjahr zusammenpasst, denn die Rhetorikschule ging vom 16. bis zum 20. Lebensjahr, so dass Latro beim Eintritt Ovids in die Schule um die 30 Jahre alt war.

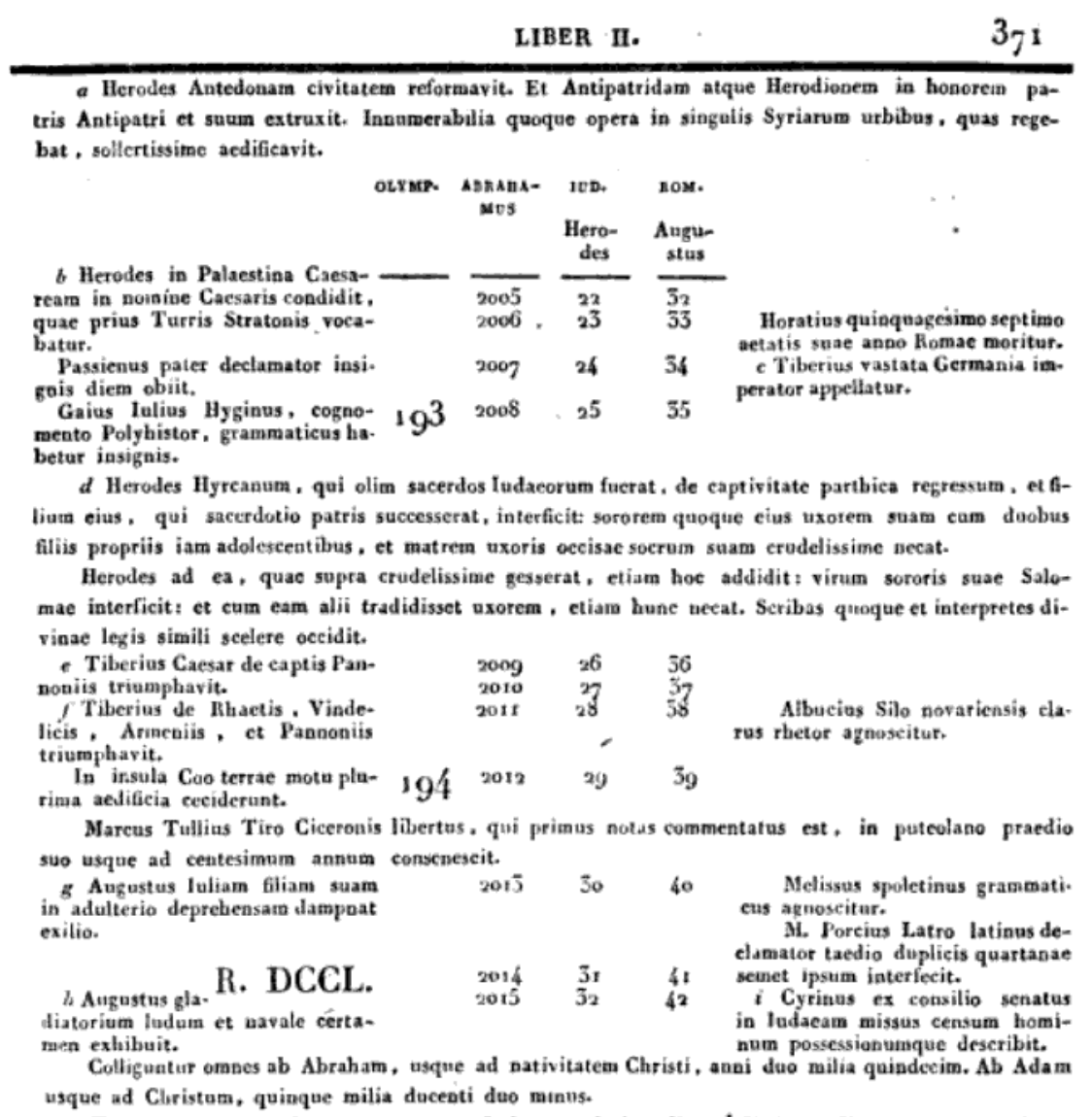
Hieronymus Übersetzung der Chronik des Eusebius.

Zum Todesjahr. Es wird von Hieronymus in der tabellarischen Chronik seiner Übersetzung des 2. Bands der Chronik des Eusebius von Caesarea angegeben. Sein Eintrag, siehe Bild, unter der Jahreszahl R. DCCL. = 750 nach Gründung der Stadt Rom = 4 v. Chr.: M. Porcius Latro, der lateinisch redende (römische) Übungsredner, hat sich selbst getötet aus Verdruss über ein zweifaches Wechselfieber.

## Name und Herkunft
Bei Seneca findet sich neben Porcius Latro auch Latro Porcius oder nur Latro, bei Hieronymus das Praenomen Marcus. Latro ist Cognomen, Porcius der Gentilname. Er wird damit der patrizischen Gens Porcia zugeschrieben, mit der er aber als Plebejer nicht verwandt sein konnte. Es bleibt unklar, wie er und damit seine Vorfahren diesen Gentilnamen erhielten. Er entstammt mit diesem Namen als spanischer Römer wie Seneca aus der römischen Kolonie Corduba in der römischen Provinz Hispania ulterior. Sein Gentilname könnte darauf hinweisen, dass er einer provinzialischen Familie entstammt, die in zurückliegender Zeit von einem Porcius in die römische Bürgergemeinde aufgenommen wurde und das Bürgerrecht bekam: Wir dürfen also einen provinzialischen Mann annehmen, dessen Familie von irgendeinem Porcius (in Corduba) zur (römischen) Bürgergemeinde und zum Namen seines Familiengeschlechts hinzugezogen wurde. Und weil von diesen (Porcii) sich gewiss einer, (nämlich) M. Porcius Cato Censorius, in Spanien aufgehalten hat, als er im Jahr 559 nach Gründung Roms, 195 v. Chr., zusammen mit L. Valerius Flaccus … Konsul wurde, scheint dieser (Cato) der Urheber des Namens gewesen zu sein. Damit war er ein Römer aus Corduba, der von seinen Eltern zum Studium nach Rom geschickt wurde. Warum er den Cognomen Latro (Räuber) trug, lässt sich nicht erschließen.

## Charakter und Arbeitsweise
Nach Seneca hatte er eine tüchtige und bäuerliche und typisch spanische Art. Er lobt seine Liebenswürdigkeit und sein Talent, kritisiert aber seine Maßlosigkeit in Arbeit und Freizeit: 14 Er wusste weder (seine) Studien zu unterbrechen noch (wenn er es doch tat) zu ihnen zurückzukehren … 15 Er wusste nicht, seine Kräfte einzuteilen.
Er arbeitete auch Nächte maßlos durch, achtete nicht auf seinen Körper, was seiner Stimme, die er nicht pflegte oder übte, sie war dadurch belegt (16 infuscata), seinem Aussehen und seinen Augen schadete: Und so hatte er zum einen die Schärfe seiner Augen geschwächt und zum anderen die (gesunde) Farbe (seiner Haut) verändert (verloren).

## Rhetorische Praxis
Er besaß eine hervorragende Memoriertechnik, sprach grundsätzlich frei. Er argumentierte gegen trockene und langweilige Reden und setzte Sinnsprüche (sententiae) und Pointen ein (Contr. 1, pro. 18–22), um besser zu sein und den Unterhaltungswert seiner Reden zu steigern.
Seneca bietet viele Proben seiner Übungsreden, „die ihn als einen verhältnismäßig natürlichen und einfachen Schulredner erscheinen lassen.“ Außerdem wählte er realistische und lebensnahe Themen für seine Deklamationen und setzte sich damit nicht nur stilistisch, sondern auch inhaltlich von seinem asianischen Gegenpart Arellius Fuscus, der fantastische und groteske Fallbeispiele aufbot, ab.
Die Deklamatoren der augusteischen Zeit vermieden angesichts des allmächtigen Princeps politische Diskurse und beschränkten sich meist auf familiäre und private Rechtsstreitigkeiten, beliebt waren Erbschafts- und Adoptionsfälle. Doch auch bei diesen war Vorsicht geboten, wie folgendes Beispiel zeigt, das Latro leicht hätte in Schwierigkeiten bringen können.
Es handelt sich um einen Adoptionsfall: Ein Vater verstößt seinen Sohn, der von einer Prostituierten einen Sohn bekommt und diesen annimmt. Als er schwer erkrankt, bittet er seinen Vater (den Großvater), seinen Sohn (den Enkel) zu adoptieren. Als er stirbt, erfüllt der Vater seinen Wunsch. Doch der zweite Sohn will diese Adoption verhindern und klagt den Vater wegen Unzurechnungsfähigkeit an.
Der Fall scheint politisch unverfänglich zu sein, bekommt aber eine gewisse Brisanz, wenn der Kaiser selbst eine Adoption plant und bei dieser Kontroverse auch noch zugegen ist, denn sie fand statt vor Augustus, Agrippa und Maecenas im Jahre 17 v. Chr., dem Jahr, in dem Augustus die Söhne des Agrippa, Lucius und Gaius, als seine möglichen Nachfolger adoptierte.
Als Latro nun für den Sohn argumentierte und die Adoption behandelte, unterlief ihm folgender Faux pas: Außerdem wird dieser (Sohn) durch die Adoption aus dem untersten Stand in die Nobilität (den Adelsstand) aufgenommen.
Bei diesem Satz griff Maecenas ein und brach mit einem Handzeichen die Deklamation ab, der Kaiser habe es eilig. Latros Bemerkung konnte als Anspielung auf Agrippa verstanden werden, denn dieser war – das wurde in der römischen Gesellschaft gern goutiert – nicht adelig geboren, besaß aber durch die von Augustus verliehenen Privilegien einen hohen Status und würde nun trotz seiner niederen Herkunft durch Augustus’ Adoption seiner Söhne diese in die Nobilität aufsteigen sehen, eine Bemerkung, die Agrippa und auch Augustus hätten übelnehmen können. Aber Latro hatte Glück, dieser Fauxpas hatte keine Folgen und Seneca stellt abschließend fest: So groß war damals die Freiheit unter dem vergöttlichten Augustus.
Eine Besonderheit war, dass er nur innen redete, nie im Freien oder auf dem Forum. Als er aber trotzdem einmal auf dem Forum für einen Mandanten reden wollte, scheiterte er und das Verfahren musste auf seinen Wunsch in ein Gebäude verlegt werden, wo er sich dann wieder fing: So ungewohnt war jenem der Himmel, dass seine ganze Beredsamkeit durch Dach und Wände eingeschlossen schien. Er soll draußen so verwirrt gewesen sein, dass er (seine Rede) mit einem Solözismus (syntaktischen Fehler) begann.
Dies zeigt, dass er kein praxiserprobter Redner des öffentlichen Lebens, der Gerichte und des Forums war, sondern ein übungsorientierter und lehrender Deklamator der Schule.

## Schüler
Die Schüler hießen bei ihm auditores (Hörer), ein Begriff, den Latro zu verantworten hatte, denn meistens redete er und die Schüler hörten zu: Zuerst wurden die Schüler des Latro Hörer genannt, um sie zu beleidigen und zu verlachen (da sie nur zuhörten, nicht selbst deklamierten); später kam es dazu, dass das Wort (Hörer) allgemein gebräuchlich und ohne Unterschied für Schüler gesetzt wurde. Diese didaktische Rollenverteilung wurde seine Markenzeichen, er war das Vorbild, die Hörer folgten ihm gerne.
Die Bewunderung und Verehrung seiner Schüler zeigte sich auch darin, dass sie so wie er aussehen wollten und dafür Kreuzkümmel einnahmen: Kreuzkümmel ... jeder Art verursacht eine Gesichtsblässe denen, die ihn (aufgelöst) trinken. So wird in der Tat berichtet, die Anhänger (Schüler) des Porcius Latro, berühmt unter den Redelehrern, hätten (auf diese Weise) ein ähnliches Aussehen seiner (blassen) Gesichtsfarbe, hervorgerufen durch seine (intensiven) Studien, nachgeahmt.

### Abronius Silo und andere
Seneca nennt viele Schüler mit Namen, zum Beispiel: Abronius Silo (Suasoriae, 2, 19), Florus (Contr. 9, 2, 23), Fulvius Sparsus (Contr. 1, 7, 15). Messalla, selbst Autor und Redner, soll Latro gehört und dadurch seine Rede verbessert haben.

### Ovid
Das poetische Wunderkind übergeht in seinen Schriften seine Lehrer, erzählt aber, dass sein Vater Wert auf eine gute Ausbildung legte und  deshalb zu  d e n  Männer Roms schickte, die in der Kunst (Lehre, Bildung, Wissenschaft) ausgezeichnet waren. Zu diesen gehörten auch Fuscus, aber er bevorzugte den attizierenden Latro, denn er war ein Bewunderer des Latro … so fleißig aber hörte er den Latro, dass er viele Sätze von jenem (Latro) in seine eigenen Verse übertrug.
Ovids Aversion gegen Gerichtstätigkeit und Ämter, die er in den Tristien offenbart, zeigte sich schon in der Ausbildung, in der er die Kontroversen zu vermeiden suchte: Er deklamierte selten Kontroversen (Streitsachen, Rechtsfälle) und wenn, dann nur moralische Themen, er trug lieber Suasorien (Beratungsreden) vor. Jede Beweisführung fiel ihm zur Last. Latros Einfluss darf deshalb nicht unterschätzt werden, bei ihm konnte Ovid seinen Vorlieben und Interessen nachgehen, in den Suasorien sein Talent ausprobieren und seinen poetischen Stil finden.

### Sekundärliteratur
- Francesco Citti: Elementi biografici nelle „Prefazioni“ di Seneca il Vecchio. In: Hagiographica. Band 12, 2005, 171–222, hier S. 182–186 (PDF).
- Janet Fairweather: Seneca the Elder. Cambridge University Press, Cambridge 1981, S. 251–270.
- Rudolf Helm: Porcius 49. In: Paulys Realencyclopädie der classischen Altertumswissenschaft (RE). Band XXII,1, Stuttgart 1953, Sp. 233–235.
- Gustav Lindner: De M. Porcio Latrone commentatio. Dissertation Breslau 1855 (Digitalisat); Abhandlung mit Versuch eines Gesamtbilds, ausführliche Interpretation der Quellen.
- Peter Lebrecht Schmidt: Porcius II 3. In: Der Neue Pauly (DNP). Band 10, Metzler, Stuttgart 2001, ISBN 3-476-01480-0, Sp. 163.
- George Augustus Simcox: A History of Latin Literature from Ennius to Boethius, Band 1, Verlag Longmans, London 1883, Kapitel 8: The Declaimer, S. 421–438: Darstellung von Leben und Praxis der Deklamatoren unter Einbeziehung Latros.
- William Smith: A Dictionary of Greek and Roman Antiquities, Verlag Murray, London 1890, unter dem Stichwort: Latro, M. Porcius.
- Wilhelm Siegmund Teuffel: Geschichte der Römischen Literatur, 5. Auflage, Band 1, Verlag Teubner, Leipzig 1890, § 268: Die Rhetoren der augusteischen Zeit; Abschnitt 2, S. 638–649: Latro, wichtigste Quellen mit literarischer Einordnung
- Anton Westermann: Geschichte der römischen Beredtsamkeit, Verlag Barth, Leipzig 1835; § 86: Declamatoren, S. 249–250 und passim: Latro.